# Ради любви к игре
«Ради любви к игре» (англ. For Love of the Game) ― американская спортивная драма 1999 года режиссера Сэма Рэйми и сценариста Даны Стивенс, основанная на одноименном романе Майкла Шаары 1991 года.

## Сюжет
Команда «Детройт Тайгерс» отправляются в Нью-Йорк, чтобы сыграть финальную серию сезона против команды «Нью-Йорк Янкис». При счете 63:97 команда уже давно выбыла из борьбы за плей-офф и играет только из гордости против Янки, у которых есть шанс закрепить победу в Восточной Американской лиге. Однако для 40-летнего питчера Билли Чапела это могут оказаться самые важные 24 часа в его жизни.
В своем номере манхэттенского отеля Билли ждет свою подругу Джейн Обри, но она не приходит. У Джейн есть дочь Хизер, с которой Билли уже знаком. На следующее утро владелец «Детройт Тайгерс», Гэри Уилер сообщает Билли, что команда продана. Новые владельцы хотят положить конец 19-летнему пребыванию Билли в команде и продать его «Сан-Франциско Джайентс». Билли также узнает от Джейн, что она уезжает работать в Лондон.
Билли ― знаменитый, опытный питчер, но в этом сезоне он проигрывает и совсем близок к концу своей карьеры. Кроме того, он восстанавливается после травмы руки. Уилер намекает, что Билли следует подумать об отставке, а не присоединяться к другой команде. Отправляясь на стадион «Янки», чтобы сыграть свою последнюю игру в этом году, Билли начинает размышлять о Джейн, подробно описывая, как они познакомились пять лет назад. 
По ходу игры Билли доминирует над отбивающими янки, часто разговаривая сам с собой о том, как подавать. Отдыхая между подачами, Билли также размышляет о том, как его отношения с Джейн были напряжены из-за того, что вычеркнул ее из своей жизни после того, как получил угрожающую карьере травму в межсезонье. Боль от качки становится все сильнее по мере того, как игра продолжается.
Билли настолько погружен в свои мысли, что не осознает, что ведет идеальную игру, пока не посмотрит на табло. Гас подтверждает, что никто не добрался до базы, и говорит, что вся команда сплотилась вокруг Билли, чтобы сделать все возможное, чтобы сохранить идеальную заявку на игру. К этому моменту боль в плече Билли стала очень сильной, и после того, как он выбрасывает свои первые две подачи иннинга далеко за пределы зоны удара, менеджер «Тигров» Фрэнк Перри звонит, чтобы разогреть два запасных питчера в КПЗ. Счет идет до 3:0, прежде чем Билли вспоминает, как бросал мяч своему отцу (ныне покойному) на заднем дворе. Он собирается с силами и наносит удар, а затем выводит отбивающего на следующую подачу.
Прежде чем «Тигры» выходят на поле в конце девятого иннинга, Билли в последний раз размышляет о своей карьере и любви к Джейн. Он дает автограф на бейсбольном мяче Уилеру, который много лет был ему как отец. Вместе с подписью в конце Билли подписывает мяч: «Скажи им, что я закончил. Из любви к игре.»
Закончив идеальную игру, Билли сидит один в своем гостиничном номере, и до него доходит, что все, чем он был и что делал в течение последних 19 лет, закончилось. Несмотря на свое удивительное достижение, Билли оплакивает не только потерю бейсбола, но и другую любовь своей жизни ― Джейн.
На следующее утро Билли отправляется в аэропорт, чтобы узнать о рейсе в Лондон. Джейн пропустила свой рейс накануне вечером, чтобы посмотреть конец его идеальной игры. Найдя ее там в ожидании своего самолета, он обнимает ее и они мирятся.

## В главных ролях
- Кевин Костнер ― Билли Чапел
- Келли Престон ― Джейн Обри
- Джон Си Райли ― Гас Сински
- Джена Мэлоун ― Хизер Обри
- Вин Скулли ― в роли самого себя
- Брайан Кокс ― Гэри Виллер
- Майкл Пападжон ― Сэм Таттл

## Производство
Первоначально режиссером был назначен Сидни Поллак, а Том Круз должен был сыграть Билли Чапела. Армиан Бернстайн, шеф Beacon Pictures, заинтересовал Кевина Костнера фильмом. Студия хотела сохранить бюджет фильма на уровне 50 миллионов долларов, поэтому Костнер отказался от своей обычной зарплаты в 20 миллионов долларов в обмен на больший процент от сборов фильма.

Режиссер Сэм Рэйми, который раньше снимал только малобюджетные фильмы, позже объяснил, почему согласился взяться за большой бюджетный проект: 
Я был тронут сценарием. Еще я люблю бейсбол. Я подумал, что ранее его не снимали на пленку, и я хотел увидеть его на широком экране. Я подумал, что это будет захватывающе для зрителей, они как бы сами будут присутствовать на игре. Я всегда прихожу в восторг от бейсбольных матчей, мне хотелось передать это в кино.
В начальных титрах показан домашний архив видео с Костнером, в котором он, будучи ребенком играет со своим отцом. 

## Прием

### Критика
Фильм получил смешанные отзывы критиков. Он имеет 46% рейтинг на сайте Rotten Tomatoes, основанный на 94 отзывах. Вывод сайта гласит: «Бейсбол выигрывает, романтика проигрывает.» На сайте Metacritic он имеет оценку 43%, основанную на отзывах 31 критика, что указывает на смешанные или средние отзывы.
В своей рецензии Роджер Эберт дал фильму полторы звезды из четырех, назвав его самой мрачной и слезливой любовной историей за последние месяцы, шагом назад для режиссера Сэма Рэйми и еще одним фильмом, в котором Кевин Костнер играет самого себя.

### Сборы
Фильм собрал только 35 миллионов долларов внутри страны и еще 10 миллионов долларов на других территориях, а в общей сложности 46 миллионов долларов по всему миру. Исходя из предполагаемого бюджета в 50 миллионов долларов, можно считать, что фильм провалился в прокате.

## Номинации
| Awards                           | Awards            | Awards                                                        | Awards | Awards    |
| Награда                          | Год               | Категория                                                     | Номинант | Результат |
| -------------------------------- | ----------------- | ------------------------------------------------------------- | --- | --------- |
| Blockbuster Entertainment Awards | May 9, 2000       | Favorite Supporting Actress – Drama/Romance                   | Jena Malone | Номинация |
| Motion Picture Sound Editors     | March 25, 2000    | Best Sound Editing – Dialogue & ADR                           | Kelly Cabral, Wylie Stateman, Jennifer L. Mann, Lauren Stephens, Richard Dwan Jr., Elizabeth Kenton, Chris Hogan, Dan Hegeman, Constance A. Kazmer | Номинация |
| Razzie Awards                    | March 25, 2000    | Worst Actor                                                   | Kevin Costner | Номинация |
| Young Artist Awards              | March 19, 2000    | Best Family Feature Film – Drama                              | | Номинация |
| Young Artist Awards              | March 19, 2000    | Best Performance in a Feature Film – Supporting Young Actress | Jena Malone | Номинация |
| YoungStar Awards                 | November 19, 2000 | Best Young Actress/Performance in a Motion Picture Drama      | Jena Malone | Номинация |